# Irina Bugrimova

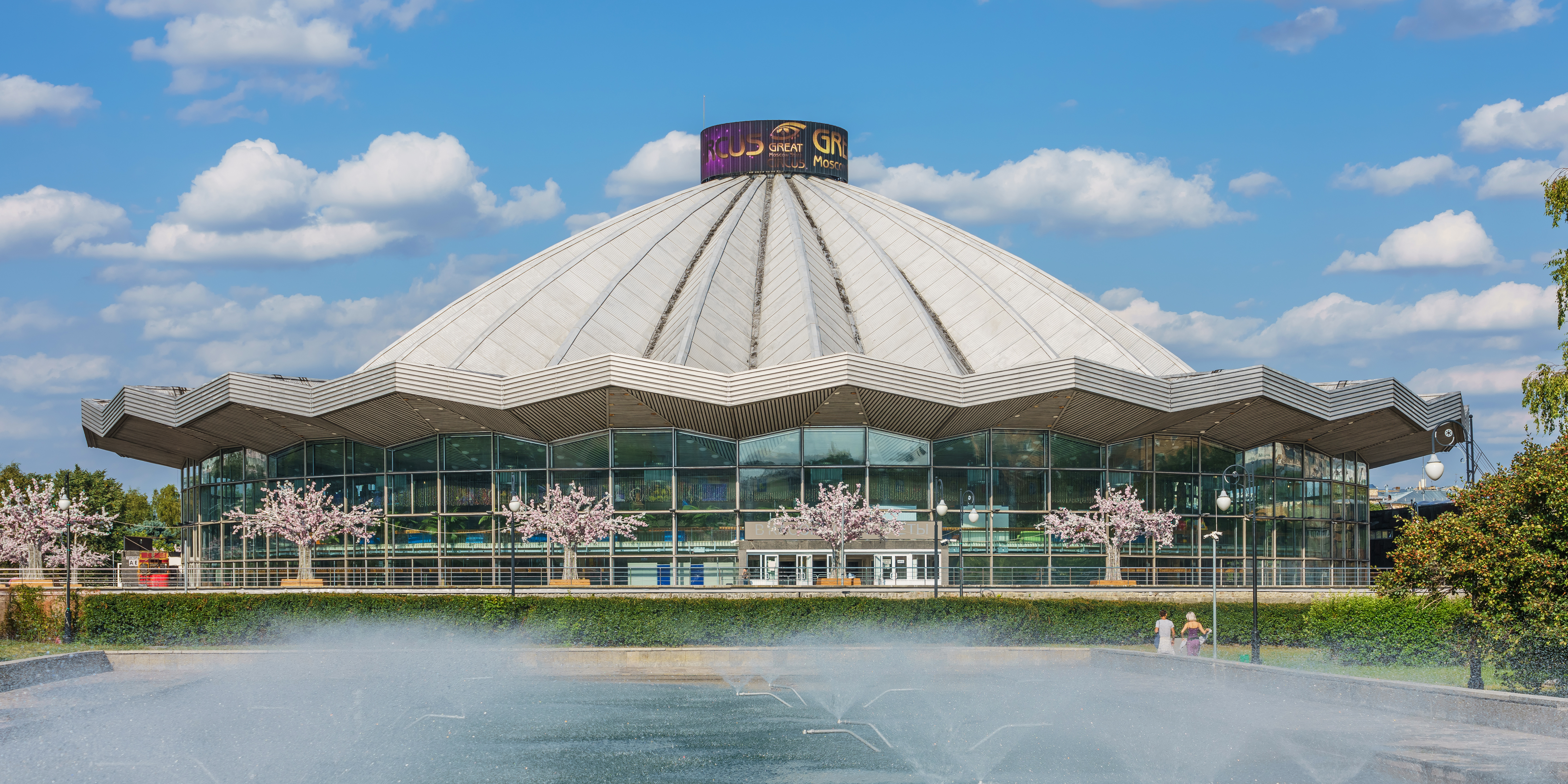
Moskvas stora statscirkus där Bugrimova började 1929

Irina Nikolajewna Bugrimova, född 13 mars 1910 i Charkiv, Lillryssland, Kejsardömet Ryssland (nuvarande Ukraina), död 20 februari 2001 i Moskva Ryssland, var en berömd sovjetisk/rysk cirkusartist och djurtämjare i mitten och slutet på 1900-talet. Bugrimova var den första kvinnliga lejontämjaren i Ryssland och blev känd för sina dressyrnummer med tigrar, lejon och liger.

## Biografi
Bugrimova studerade från början konst, balett och musik, senare började hon intressera sig för en rad olika sporter bl.a. hastighetsåkning på skridskor, skytte och motorsport. 1927 blev hon ukrainsk mästare i kulstötning, 1928 blev hon även mästare i diskuskastning.
1929 började hon vid "Moskvas statscirkus" som trapetsartist och konstryttare, 1937 började hon träna med leoparder och senare lejon, hon debuterade med sin rovdjursföreställning 1939. Föreställningarna innehöll en rad spektakulära moment, bl.a. utförde lejonen lindans och hoppade genom en ring av eld. Bugrimova turnerade främst i Ryssland men även internationellt bl.a. i Bulgarien, Iran, Japan, Mexiko, Polen, Tjeckoslovakien (vid "Circus Humberto") och Östtyskland (vid "Staatszirkus der DDR").
Huvudnumret i hennes föreställning var när hon avslutade framträdandet med att hoppa av från en gunga med ett lejon och sedan matade lejonet med en matbit direkt från hennes mun. Därefter la lejonen sig på marken tät som en matta och hon lade ned sig bland dem.
1971 drog hon sig tillbaka efter en lejonattack under en föreställning i Lvov.
Bugrimova erhöll en rad utmärkelser och priser, bl.a. Folkets artist i Sovjetunionen (1969), Socialistiska arbetets hjälte 1979, Fäderneslandets förtjänstorden, Leninorden och Arbetets Röda Fanas orden. 2010 hedrades hon med ett minnesfrimärke.
Bugrimova var gift två gånger under sitt liv, först med akrobaten Alexander Buslajew och sedan med konstryttaren Konstantin Parmakyan.
Bugrimova avled 2001 efter en hjärtinfarkt, hon begravdes på Trojekurovskojekyrkogården i västra Moskva.